# Шарль Орлеанский
Шарль Филипп Эммануэль Фердинанд Луи Жерар Жозеф Мари Гислэн Бодуэн Кристоф Рафаэль Антуан Анри (фр. Charles Philippe Emmanuel Ferdinand Louis Gérard Joseph Marie Ghislain Baudoin Christophe Raphaél Antoine Henri; 4 апреля 1905, Нёйи-сюр-Сен — 10 марта 1970), Нёйи-сюр-Сен) — герцог Немурский, младший ребёнок и единственный сын Эммануэля Орлеанского, герцога Вандома и его супруги Генриетты Бельгийской. После смерти отца в 1931 году так же герцог Вандома и Алансона.
24 сентября 1928 года женился на Маргерит Уотсон, детей не имел. Похоронен в родовой усыпальнице Орлеанского дома в Дрё.